# 岡山県道407号野上矢掛線
岡山県道407号野上矢掛線（おかやまけんどう407ごう のがみやかげせん）は、岡山県井原市から小田郡矢掛町に至る一般県道である。

## 概要
井原市野上町と小田郡矢掛町小田を結ぶ。

### 路線データ
- 起点：井原市野上町（岡山県道291号黒忠井原線交点）
- 終点：小田郡矢掛町小田（岡山県道48号笠岡美星線交点）
- 総延長：10 km

## 歴史
- 1972年（昭和47年）
  - 3月21日 - 岡山県告示第263号により認定。それまであった岡山県道野上小田線の改称[注釈 1]。
  - 秋ごろ（正確な時期は不明） - 県道番号が現行のものに変更される。

## 路線状況
狭隘箇所が点在しており、走りにくい。

### 重複区間
- 岡山県道166号美袋井原線（井原市美星町星田）

## 地理

### 通過する自治体
- 井原市
- 小田郡矢掛町

### 交差する道路
| 交差する道路                         | 市町村名 | 市町村名 | 交差する場所 | 交差する場所 |
| ------------------------------------ | -------- | -------- | ------------ | ------------ |
| 岡山県道291号黒忠井原線              | 井原市   | 井原市   | 野上町       | 起点         |
| 岡山県道166号美袋井原線 重複区間起点 | 井原市   | 井原市   | 美星町星田   |              |
| 岡山県道166号美袋井原線 重複区間終点 | 井原市   | 井原市   | 美星町星田   |              |
| 岡山県道48号笠岡美星線               | 小田郡   | 矢掛町   | 小田         | 終点         |

### 沿線
- 矢掛町立小田小学校